# 短母指外転筋
短母指外転筋（たんぼしがいてんきん、abductor pollicis brevis muscle）は、人間の上肢の筋肉で母指MP関節の屈曲、母指CM関節の掌側外転を行う。補助的作用として、母指の対立、IP関節の伸展も行う。
舟状骨、屈筋支帯橈側端から起こり、第1中手骨頭橈側種子骨、母指基節骨底で停止する。